# Gryta Tatorytė
Gryta Tatorytė (* 11. April 1989 in Panevėžys) ist eine litauische Pianistin. 

## Familie
Gryta Tatorytė wuchs bei ihrer Großmutter in Panevėžys auf. Ihre Mutter Lina Babkevičienė lebte in Kaunas, da sie  eine größere Chance auf dem Arbeitsmarkt in der zweitgrößten litauischen Stadt als in Panevėžys sah. Als Gryta zur Kunstschule in Vilnius aufgenommen wurde, lebte Babkevičienė einige Monate in Vilnius, wo sie in einem Sportclub arbeitete. Als sie arbeitslos wurde, kehrte sie nach Kaunas zurück.  Babkevičienė war Profisportlerin, mehrfache litauische Meisterin im Judo (Gewichtsklasse bis 48 kg). Im Juli 2000 wurde die damals 28-jährige Mutter von ihrem Lebenspartner getötet. Grytas Vater lebt in Spanien. In Ettlingen lernte Gryta Tatorytė ihren Ehemann kennen.

## Ausbildung
Zuerst spielte Gryta Akkordeon zu Hause. Mit sechs Jahren begann Gryta Tatorytė Klavier zu spielen. Von 1997 bis 1999 lernte sie in der Musikschule Panevėžys bei ihrer Lehrerin Silvija Paskačimaitė. In der dritten Klasse nahm sie am Seminar „Gintarinė svetainė“ in Palanga teil, wo sie ihren künftigen Lehrer Justas Dvarionas bei Meisterkursen kennenlernte. 1999 wurde sie ohne Aufnahmeprüfungen zur Čiurlionis-Kunstschule in Vilnius in die Klasse von Justas Dvarionas aufgenommen.
Nach dem Abitur in Vilnius absolvierte sie von 2008 bis 2014 das Bachelor- und Masterstudium mit Auszeichnung an der Hochschule für Musik Karlsruhe bei Michael Uhde, Markus Stange und Peter Eicher. Ab 2013 absolvierte sie zusätzlich das Masterstudium der Musikpdägogik bei Mirjam Boggasch. Sie bildete sich weiter bei Christopher Elton, Nina Seriogina, Tigran Alichanov, Mūza Rubackytė, Gitti Pirner und vielen anderen. 
Gryta Tatorytė wurde als Stipendiatin durch die litauische Mstislaw-Rostropovich-Stiftung, die litauische Musikerstiftung Lietuvos muzikų rėmimo fondas (2007–2009), die Schweizer „Michel Sogny Stiftung“ und dem Zonta-Club Karlsruhe gefördert. Sie ist Preisträgerin bei zahlreichen internationalen Wettbewerben.
2000 debütierte mit dem Christophorus-Kammerorchester (Dirigent Donatas Katkus). Gryta Tatorytė spielte mit dem Litauischen Staatlichen Symphonieorchester (Dirigent Mindaugas Piečaitis, 2001), dem Litauischen Nationalen Symphonieorchester im „Festival Vilnius 2014“ (Dirigent Modestas Pitrėnas), dem Nationalen Sinfonieorchester Lettlands und dem Kammerorchester Klaipėda (Dirigent Johannes Wildner). Sie trat mit internationalen Orchestern auf und hatte Konzerte in großen Sälen Europas. Darunter waren der solistische Klavierpart der „Turangalila-Sinfonie“ von O. Messiaen mit dem Nationalen Sinfonieorchester Litauens sowie ein Auftritt im Rahmen der Schwetzinger Festspiele 2011, ein Klavierabend in der Villa Ludwigshöhe und viele andere. 2014 trat sie mit dem Cellisten Julian Bachmann beim „Palatinischer Frühling 2014“ in Bad Bergzabern und Ludwigshöhe, Edenkoben, mit dem Geiger Algirdas Šochas im Herrscherpalast Vilnius auf. 2015 hatte sie Frühjahrskonzerte in der Martinskirche in Leinsweiler mit dem Japaner Naru Wakamatsu.

## Preise
- 2000: erster Preis beim Rubinstein-Wettbewerb in Paris[11]
- Klavierwettbewerb in Ettlingen (Deutschland)[12]
- Klavierwettbewerb „Roma 2006“ (Italien)
- Jūrmala Klavierwettbewerb (Lettland)
- 2002: zwei Sonderpreise beim Balys-Dvarionas-Klavierwettbewerb in Vilnius (Litauen)
- 2003: Sonderpreis der Europäischen Union der Musikwettbewerbe für die Jugend
- 2004: Preis beim internationalen Aldona-Dvarionaitė-Wettbewerb der Pianisten (Visaginas, Litauen)
- 2011: der erste Preis beim 31.  Internationalen Klavierwettbewerb (XXXI Edizione Concorso Internationale di Esecuzione) in Agropoli (Salerno, Italien)
- 2012: der 1. Preis beim 18. Internationalen Klavierwettbewerb „Young virtuoso – etudes and scales“ in Zagreb, Kroatien

## Diskographie
- CD Poetry & Virtuosity in Piano Music (mit Jan Rossa und Naru Wakamatsu)[13]